# Aquaduct van Maintenon
Het Aquaduct van Maintenon is een onvoltooid bouwwerk, gelegen op het terrein van het kasteel van Maintenon, door de vallei van de Eure. Het was een essentieel onderdeel van het Canal de l'Eure met als doel het Paleis van Versailles van water te voorzien. Koning Lodewijk XIV gaf hiervoor de opdracht. De werken begonnen in 1686 en werden drie jaar later gestaakt door de oorlog van Frankrijk tegen de Liga van Augsburg. Het aquaduct is sinds 1875 geklasseerd als historisch monument.

## Aanleiding en studies
In 1624 werd bij het dorp Versailles een jachtslot voor koning Lodewijk XIII opgetrokken. Zijn zoon, Lodewijk XIV, gaf in 1662 opdracht het jachthuis en terrein enorm uit te breiden met het kasteel van Versailles als resultaat. In 1682 verhuisde Lodewijk en zijn hof naar het kasteel. De tuinen met vele fonteinen maakten een goede watertoevoer noodzakelijk waar de nabijgelegen bronnen en stromen niet in konden voorzien.
Diverse pogingen werden gedaan hierin verbetering te brengen, de Bièvre werd omgeleid en de machine van Marly gebouwd, een waterpompstation aan de Seine, maar hadden niet het gewenste resultaat.
Er werden verschillende omvangrijke projecten ontwikkeld om het kasteel en het park van water te voorzien. Het eerste plan uit 1674 van Pierre-Paul Riquet was om water uit de Loire te gebruiken maar dit plan was onhaalbaar. Vier jaar later volgde een plan om water uit de rivier Essonne te halen, maar ook dit plan was niet te realiseren.
Pas in 1684 werden studies uitgevoerd door Philippe de La Hire in opdracht van Louvois. Hij merkte dat het water van de Eure bij Pontgouin zo'n 27 meter hoger lag dan het kasteel van Versailles. Hij kwam met het plan een kanaal te graven tussen beide plaatsen, een afstand van 80 kilometer. Louvois hoopte op een wateraanvoer van 50.000 à 100.000 m³ per dag. Hij vroeg aan Vauban, de belangrijkste vestingbouwer van het land, hierbij te helpen. Vauban ging onmiddellijk aan de slag, hij nam metingen en stelde een ondergrondse pijpleiding voor vanwege de lagere kosten in vergelijking tot een kanaal.

## Bouw
De koning gaf de voorkeur aan een combinatie van een kanaal met aquaducten over de valleien. Nabij het kasteel van Maintenon lag het grootste obstakel, een diepe vallei. Het aquaduct werd maximaal 70 meter hoog gemeten vanaf de valleibodem. De plannen gingen uit van drie bogen boven elkaar om dit te bereiken. In 1686 begon men met de bouw, twee jaar eerder was men al begonnen met het graven van het kanaal. In 1688 stopte de werkzaamheden vanwege de oorlog en de hoge kosten. Alleen de onderste bogenrij was gereed en het werk bleef onafgemaakt staan.
Het bouwwerk is sinds 1993 een Frans monument, een monument historique,

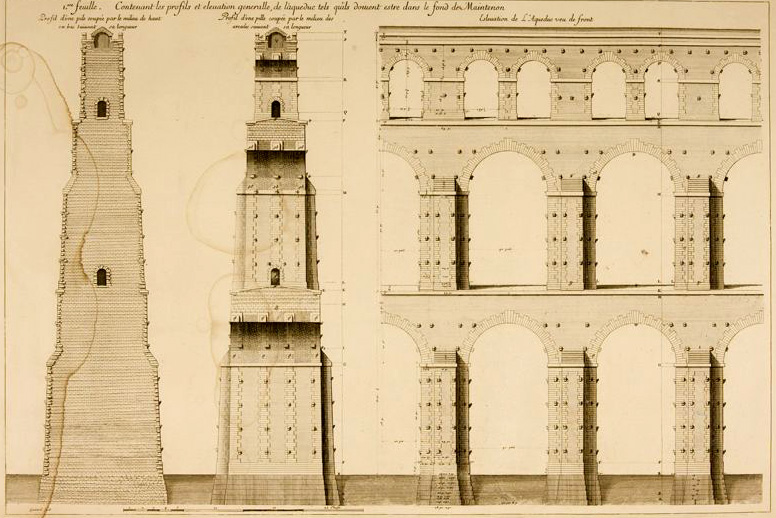
Bouwtekening van het aquaduct
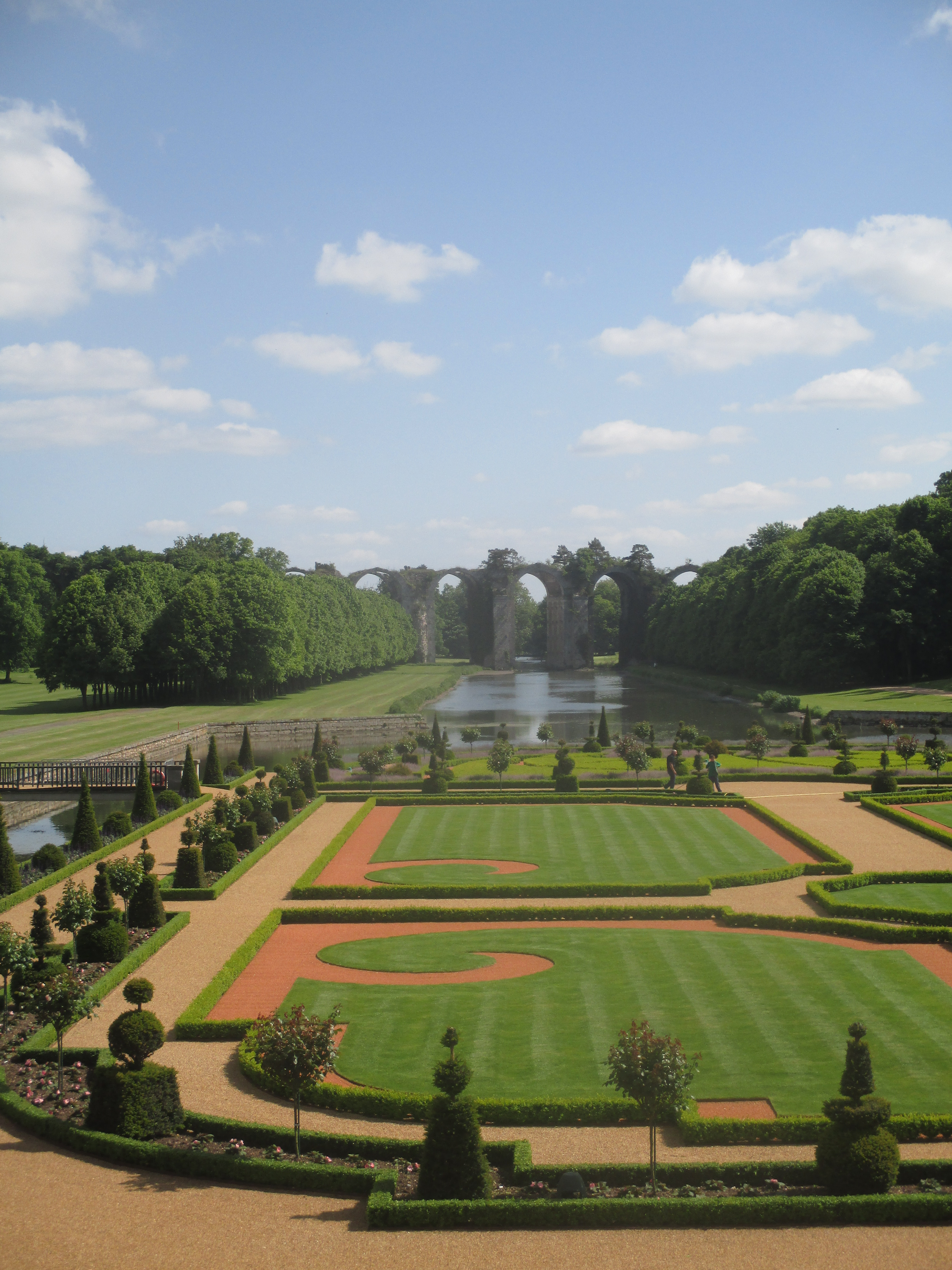
Aquaduct gezien vanuit de tuin van kasteel van Maintenon
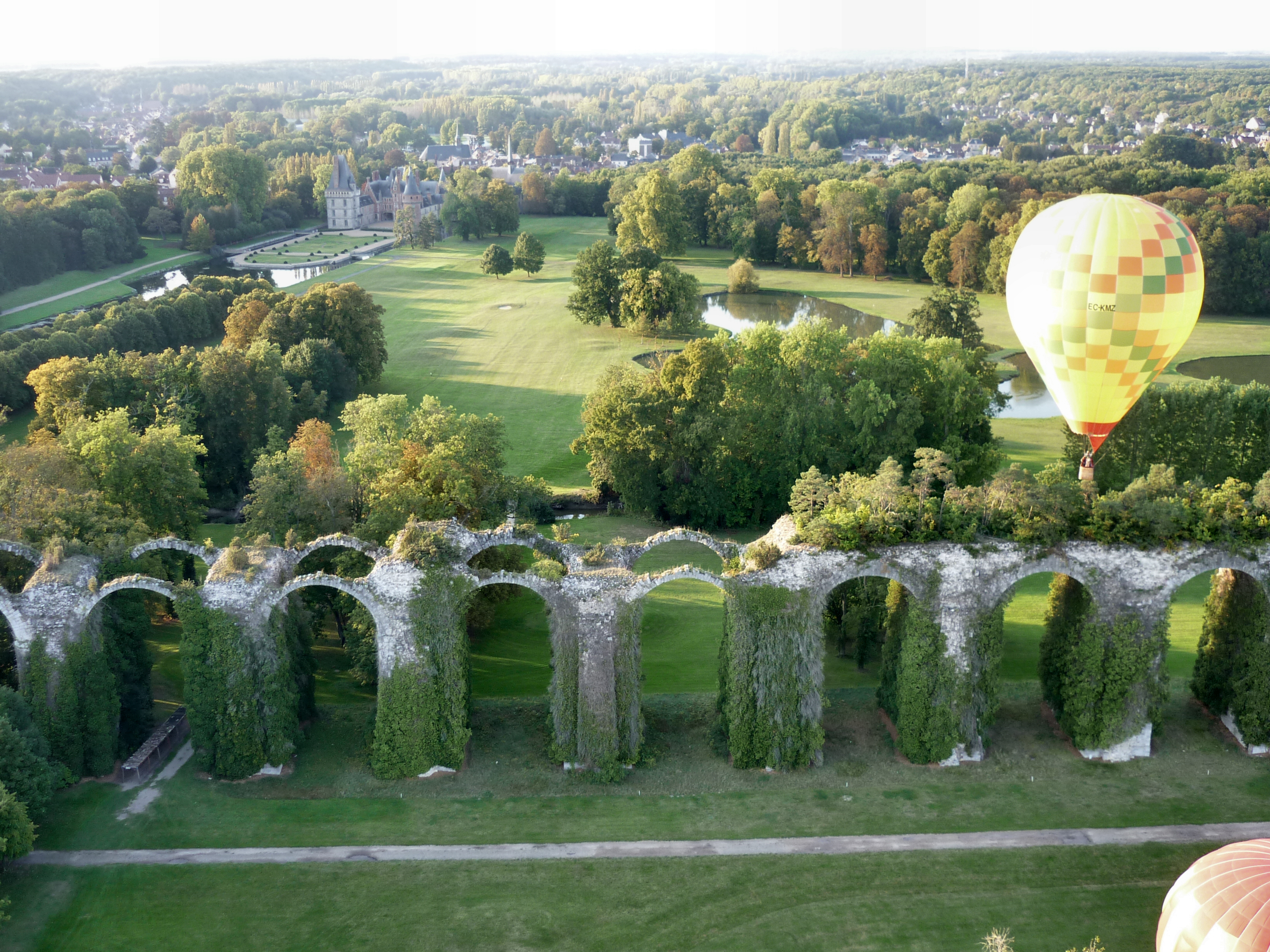
Aquaduct van boven gezien met het kasteel op de achtergrond